# Prosthechea chacaoensis
Prosthechea chacaoensis es una orquídea epífita originaria de América. 

## Descripción
Es una orquídea de tamaño medio, con hábitos de epifita u ocasionalmente terrestres, rizoma rastrero; pseudobulbos laxamente agrupados, fusiformes a ovoides, de 10 cm de largo y 2 cm de ancho, comprimidos, verde pálidos a blanquecinos, cuando jóvenes revestidos con vainas escariosas que se desvanecen, 2-foliados, raras veces 3-foliados. Hojas de 35 cm de largo y 5 cm de ancho, ápice obtuso o retuso, coriáceas, a menudo claras, blanquecinas- o amarillo-verdosas. Inflorescencia 4–10 cm de largo, espata hasta 3 cm de largo, con 3–8 flores verdes hasta verde-blanquecinas, el labelo con 3 rayas centrales cortas y a cada lado desde el centro 5 rayas largas purpúreas en dirección longitudinal, la columna con 2 líneas purpúreas en la base dorsal; sépalos 20 mm de largo, los bordes encorvados, el dorsal 5 mm de ancho, los laterales 7 mm de ancho; pétalos 17 mm de largo y 7 mm de ancho; labelo orbicular, cóncavo, 15 mm de largo y 14 mm de ancho, simple, ápice cortamente apiculado, disco con un callo 6 mm de largo y 3 mm de ancho, blanco en la base, pubescente; columna 7 mm de largo, apicalmente 3-lobada, los lobos laterales más largos y más agudos que el lobo medio; ovario 20 mm de largo, pedicelado.

## Distribución y hábitat
Se encuentra en México, Guatemala, Belice, El Salvador, Honduras, Nicaragua, Costa Rica, Panamá, Colombia y Venezuela en bosques de roble o litofita en bosques abiertos y bosques caducifolios en las elevaciones desde el nivel del mar a 1200 metros.

## Taxonomía
Prosthechea chacaoensis fue descrito por (Rchb.f.) W.E.Higgins y publicado en Phytologia 82(5): 377. 1997[1998].
Etimología
Prosthechea: nombre genérico que deriva de las palabras griegas: prostheke (apéndice), en referencia al apéndice en la parte posterior de la columna.
chacaoensis: epíteto geográfico que alude a su localización en la región de Chacao en Colombia.
Sinonimia
- Anacheilium chacaoense (Rchb.f.) Withner & P.A.Harding
- Encyclia chacaoensis (Rchb.f.) Dressler & G.E.Pollard
- Epidendrum chacaoense Rchb.f.
- Epidendrum pachycarpum Schltr.[3][4]